# Carlo Gubbini
Carlo Gubbini (Gualdo Tadino, 28 maggio 1948 – Foligno, 22 luglio 2009) è stato un politico italiano, sindaco di Gualdo Tadino, vicepresidente dell'Umbria e senatore della Repubblica dal 1994 al 1996.

## Biografia[1]
Nato in una famiglia di agricoltori, da Nello Gubbini (1908-1986), sarto, e Ester Angeli. I Gubbini erano originari di Fossato di Vico e si erano stabiliti a Gualdo nella seconda metà del ‘700 con Liberato Gubbini (Fossato di Vico 1736 - Corcia 1816) che aveva sposato Caterina Porchetti, anche lei fossatana.

### Sindaco di Gualdo Tadino (1971-1980)
Dopo che Armando Baldassini aveva governato Gualdo Tadino dal 1946, il 27 dicembre 1971, a seguito di battaglie interne all'interno del PSI, fu eletto Carlo Gubbini, all'epoca 23 anni, Sindaco della città con 17 voti a favore, 7 schede bianche, 1 contrario. Due settimane prima, il direttivo del Partito aveva votato una «lista giovane» a larga maggioranza e l’anziano sindaco - che aveva guidato la città per 25 anni - ormai 70enne dovette arrendersi e lasciare la carica al nuovo sindaco. L'inizio della nuova legislatura non fu facile per Gubbini, infatti essendo giovane, i consiglieri comunali erano scettici sulle sue capacità di gestire la città dopo la fuoriuscita del suo predecessore. 
Dopo le successive elezioni comunali del 15 giugno 1975, Gubbini viene rieletto sindaco, rimanendo in carica fino al 1980.

### Consigliere regionale e Vicepresidente della Regione Umbria
Consigliere regionale umbro dal 1980 fino al 1994, è stato anche vicepresidente del Giunta regionale con deleghe ad agricoltura, artigianato, bilancio e personale.
Nel 1992 ha rappresentato l'Umbria alle elezioni del nuovo Presidente della Repubblica.

### Senatore della Repubblica (1994-1996)
Candidato senatore della repubblica nel collegio Alto Tevere-Alto Chiascio-Assisiate nelle elezioni del 1994 ottiene il 53,8 % dei suffragi nel collegio elettorale. È stato membro della 1ª Commissione permanente (Affari Costituzionali) dal 31 maggio 1994 all'8 maggio 1996, quando termina anticipatamente la Legislatura.
Dopo lo scioglimento del PSI è stato dirigente regionale del Movimento dei Laburisti ed ha successivamente aderito ai Democratici di Sinistra diventandone segretario comunale a Gualdo Tadino e capogruppo consiliare nella stessa città dal 2004 al 2009.